# NGC 2794
NGC 2794 is een balkspiraalstelsel in het sterrenbeeld Kreeft. Het hemelobject werd op 15 maart 1866 ontdekt door de Duits-Deense astronoom Heinrich Louis d'Arrest.

## Synoniemen
- UGC 4885
- MCG 3-24-18
- ZWG 91.37
- PGC 26140